# GSAT-14
GSAT-14 ist ein kommerzieller Kommunikationssatellit der indischen ISRO der GSAT-Baureihe.
Er wurde am 5. Januar 2014 um 10:48 Uhr UTC mit einer GSLV-Trägerrakete vom Raketenstartplatz Sriharikota in eine Übergangsbahn mit einem Perigäum von 175 km, einem Apogäum von 35.945 km und einer Inklination von 19,3° gebracht. Von dort erreichte der Satellit mit Hilfe seiner eigenen Triebwerke seine geostationäre Umlaufbahn. Es war der erste erfolgreiche Start mit dieser Trägerrakete nach einer Reihe von vier Fehlschlägen. Auch bei dieser Mission gab es Probleme. So sollte der Start schon im August 2013 stattfinden, jedoch trat unter anderem ein ebenso unerklärlicherweise bis zum Start unbemerkt gebliebenes wie riesiges Leck im Treibstofftank der zweiten Stufe auf, bei dem mehrere hundert Liter Hydrazin austraten. Die eingesetzte Trägerrakete wies einige Modifikationen (z. B. bessere Aerodynamik und geänderte Zwischenstufenadapter) gegenüber den vorherigen GSLV-Modellen auf.
Der dreiachsenstabilisierte Satellit ist mit sechs Ku-Band-, sechs erweiterten C-Band- und zwei Ka-Band-Transpondern sowie je einer 2,0- und 2,2-m-Antenne ausgerüstet und soll von der Position 74° Ost aus Indien mit Telekommunikationsdienstleistungen wie Bildungsprogrammen und Telemedizin versorgen. Er wurde auf Basis des Satellitenbus I-2K der ISRO gebaut und besitzt eine geplante Lebensdauer von 12 Jahren.